# Парламентський пагорб
45°25′29″ пн. ш. 75°41′58″ зх. д. / 45.424722222222° пн. ш. 75.699444444444° зх. д.

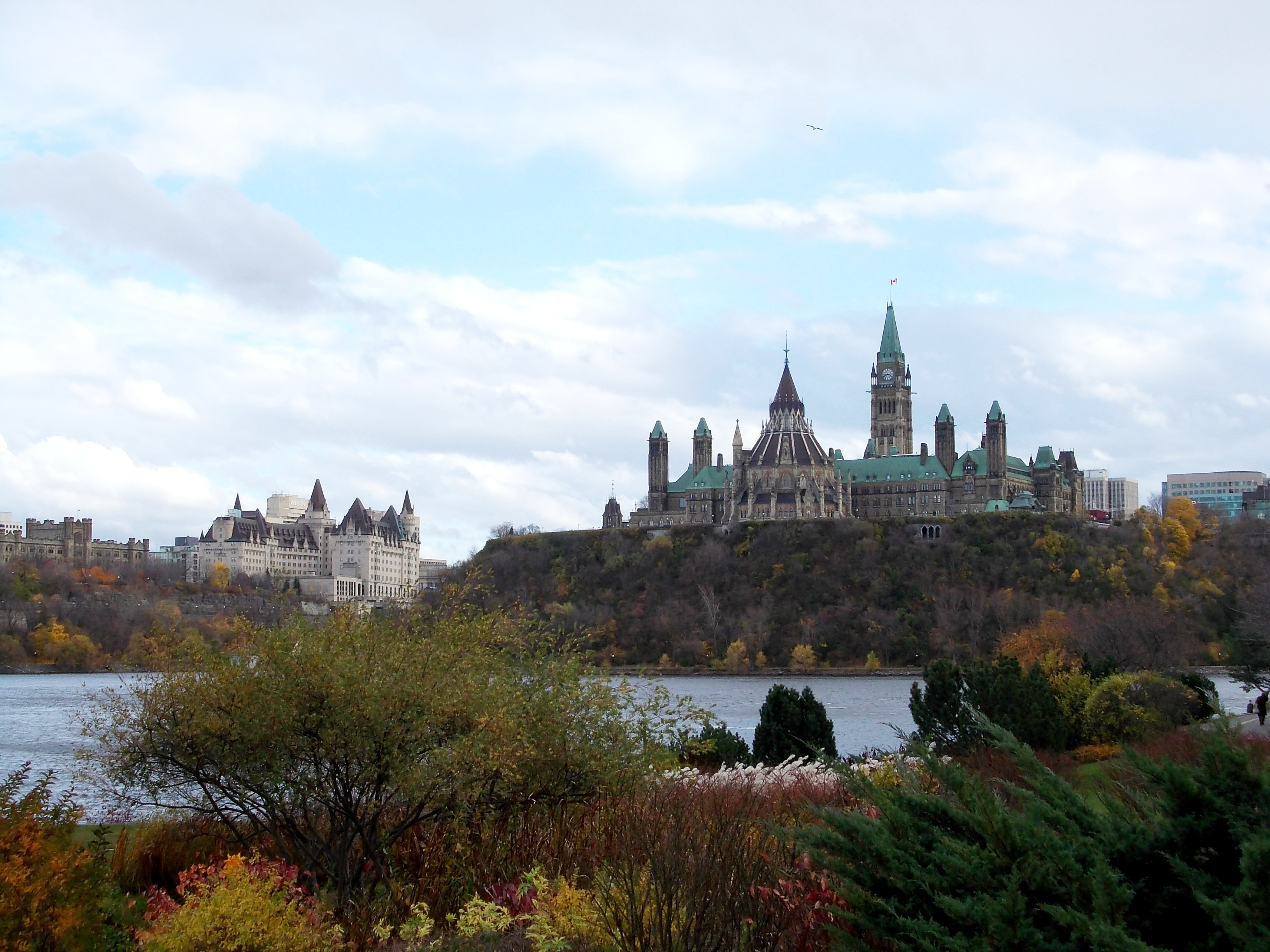
Вид на пагорб з Галлу

Парла́ментський па́горб (англ. Parliament Hill; фр. Colline du Parlement), також відомий як Буді́влі Парла́менту Кана́ди або просто Па́горб — коронна земля в центрі канадської столиці Оттави, розташована на південному березі річки Оттава. Архітектурний комплекс зведений у неоготичному стилі, слугує місцем засідань верховних законодавчих зборів Канади — федерального парламенту.
Парламентський пагорб щороку відвідують приблизно три мільйони туристів.

## Історія
У доколоніальні часи Парламентський пагорб слугував межовим знаком над річкою Оттава, що позначав землі індіанських племен.
Під час будівництва каналу Рідо в 1832 році на ньому розташовувались військові бараки, через які місце називали «Пагорбом бараків» (англ. Barrack Hill). Комплекс будівель знаходився неподалік від містечка Байтаун (сучасна Оттава). 31 грудня 1857 року королеві Вікторії подали офіційне прохання вибрати Оттаву столицею Канади. В 1859 році генерал-губернатор провінції Канада Едмонд Вокер Гед вибрав архітектурний проєкт будинку парламенту, а будівництво закінчилося 1879 року.
3 лютня 1916 р. пожежа знищила Центральний блок парламенту. Після завершення реконструкції (з 20 лютня 1920 року) законодавче зібрання знову почало засідати на Парламентському пагорбі. Остаточно реконструкція Будівель Парламенту Канади була завершена одночасно з реконструкцією Вежі миру у 1927 році.
У 2002 році було знову розпочате широке оновлення і реконструкція Парламентського пагорба. Очікується, що роботи будуть завершені не раніше 2028 року.

## Будівлі Парламенту
Будівлі Парламенту Канади включають три споруди, розташовані обабіч центрального газону. Центральний блок складається з Зали Сенату Канади і Зали Палати громад Канади. Зала Сенату, яку також називають Червоною Залою, подібна до зали засідань Палати Лордів у Великій Британії.
Зала Палати громад Канади подібна до зали Палати громад Великої Британії і до оригінальної церкви святого Стефана Вестмінстерського палацу. Крім того, до Центрального блоку належать такі споруди як Вежа Миру і Бібліотека Парламенту. У Східний і Західному блоках розташовані офіси міністрів і сенаторів.
Неоготичний стиль Будівель Парламенту Канади включає елементи, притаманні архітектурі Франції, Великої Британії, Італії ХІІ—ХІІІ століть.

## Пам'ятники
Більшість пам'ятників розташована позаду парламентських будівель:
 Жорж-Етьєн Картьє — політик і батько Конфедерації
 — Джон Александр Макдональд — перший прем'єр-міністр Канади і батько Конфедерації
 Вікторія — королева Великої Британії
 — Александр Макензі — другий прем'єр-міністр Канади
  Джордж Браун — канадський політик
  Томас Дарсі Макгі — батько Конфедерації

  Роберт Болдвін і Луї-Іпполіт Лафонтен
  Вільфред Лор'є — канадський прем'єр-міністр
 Роберт Лейрд Борден — канадський прем'єр-міністр
  — Маккензі Кінг — канадський прем'єр-міністр
 — Джон Діфенбейкер — канадський прем'єр-міністр
  — Лестер Пірсон — канадський прем'єр-міністр
 — Єлизавета II — королева Великої Британії
 — Знамениті П'ятеро
 — Вежа Миру і Столітнє Полум'я
 — Меморіал канадській поліції
 — Дзвін Вікторії

## Галерея

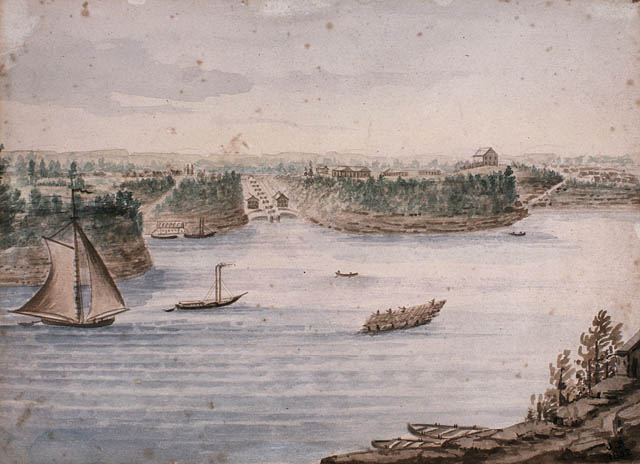
Канал Рідо і Пагорб бараків в 1832 р.
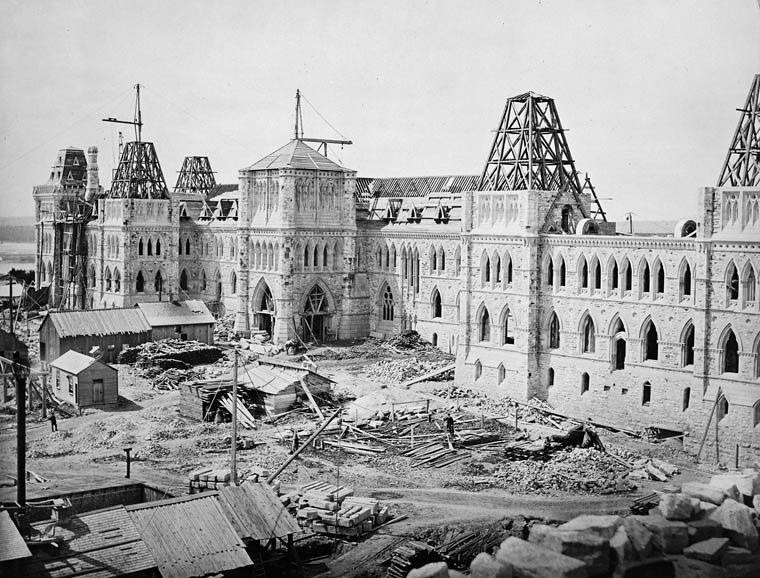
Будівництво Центрального блоку в 1863 р.
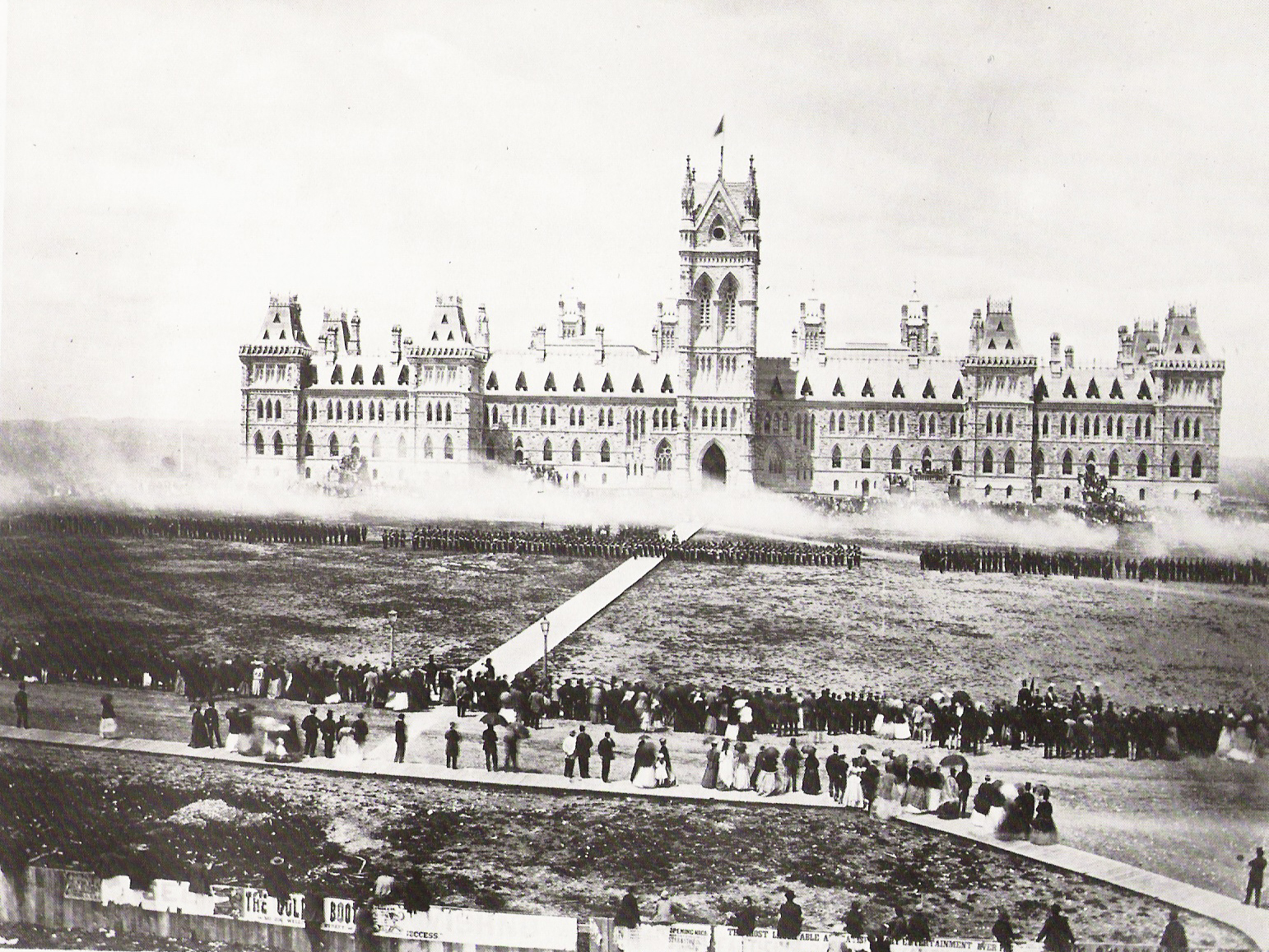
День Вікторії на Парламентському пагорбі в 1868 р.
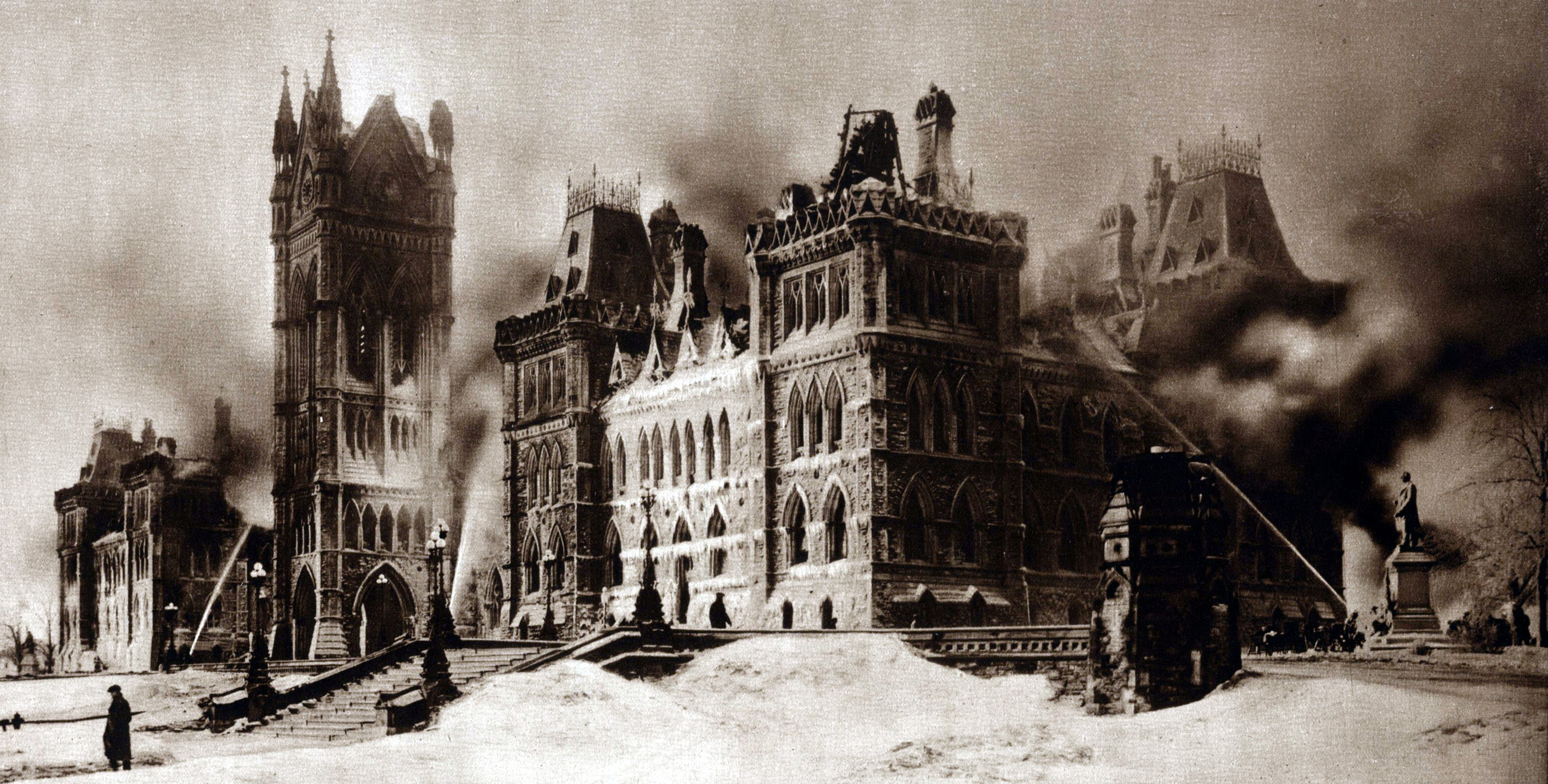
Будинок Парламенту після пожежі в 1916 р.
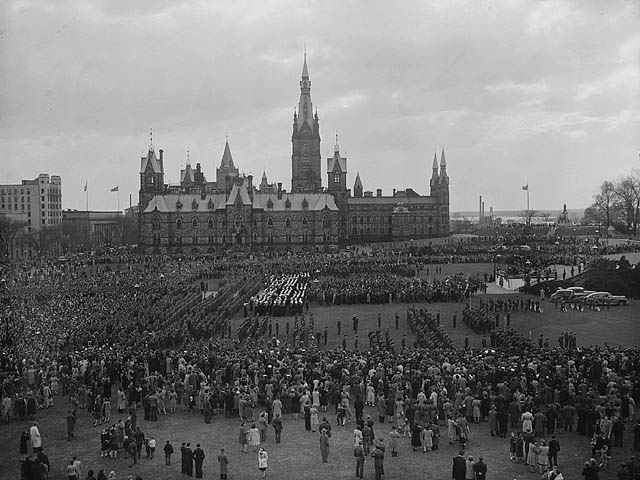
Народне святкування кінця Другої Світової війни, 8 травня 1945
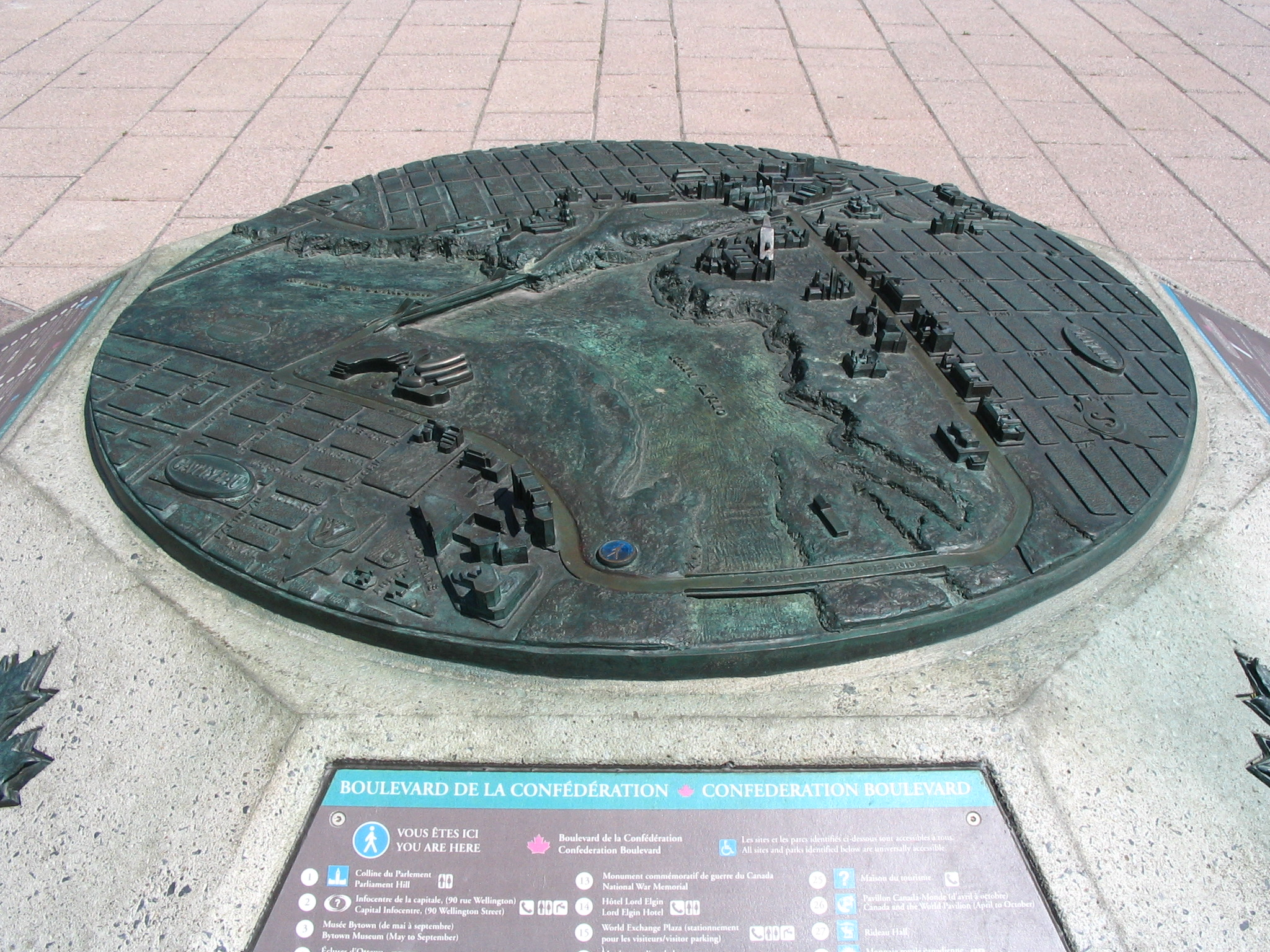
Бронзова модель столиці Оттави (Пагорб розташований зверху)
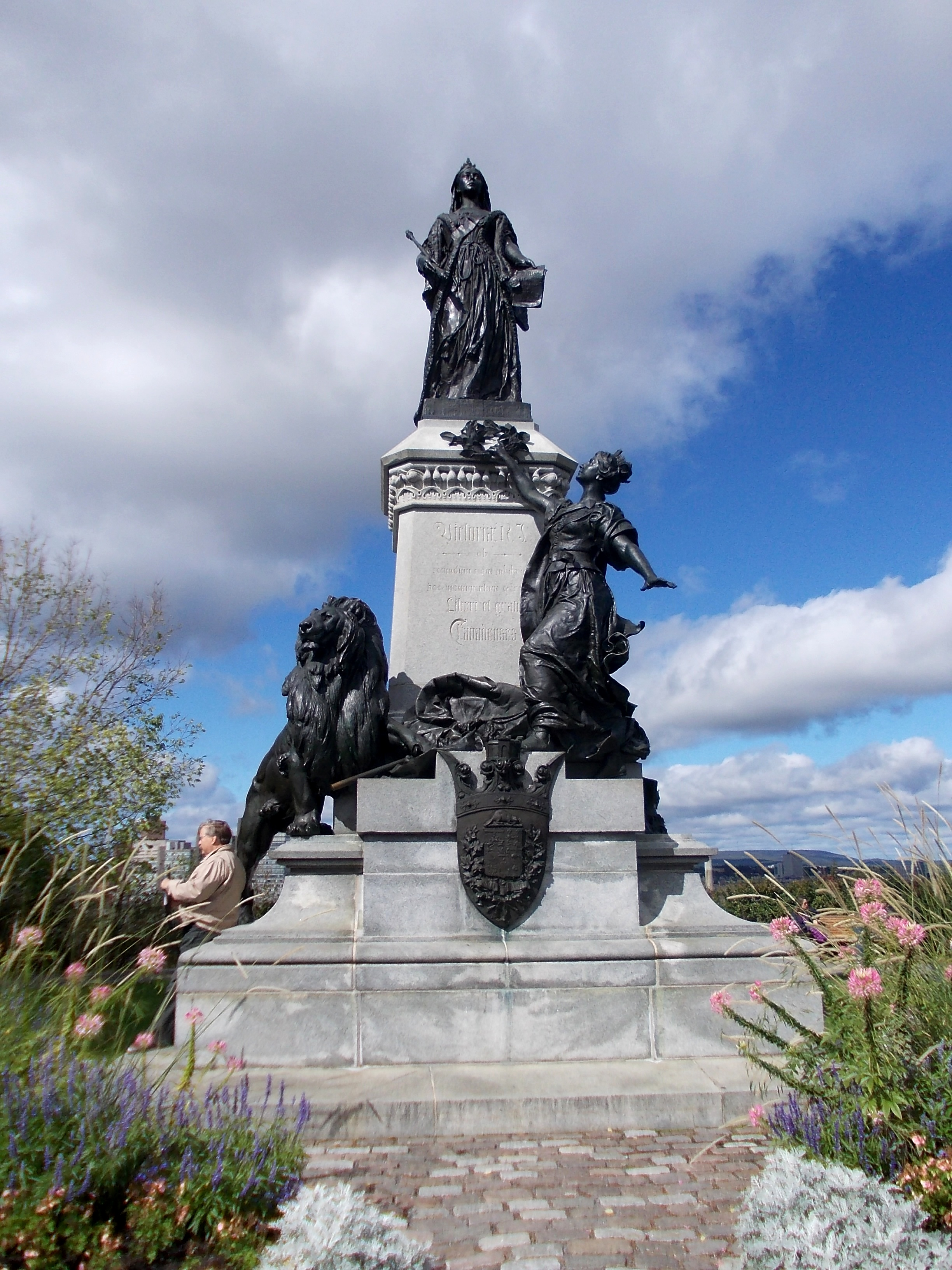
Памя'тник королеві Вікторії
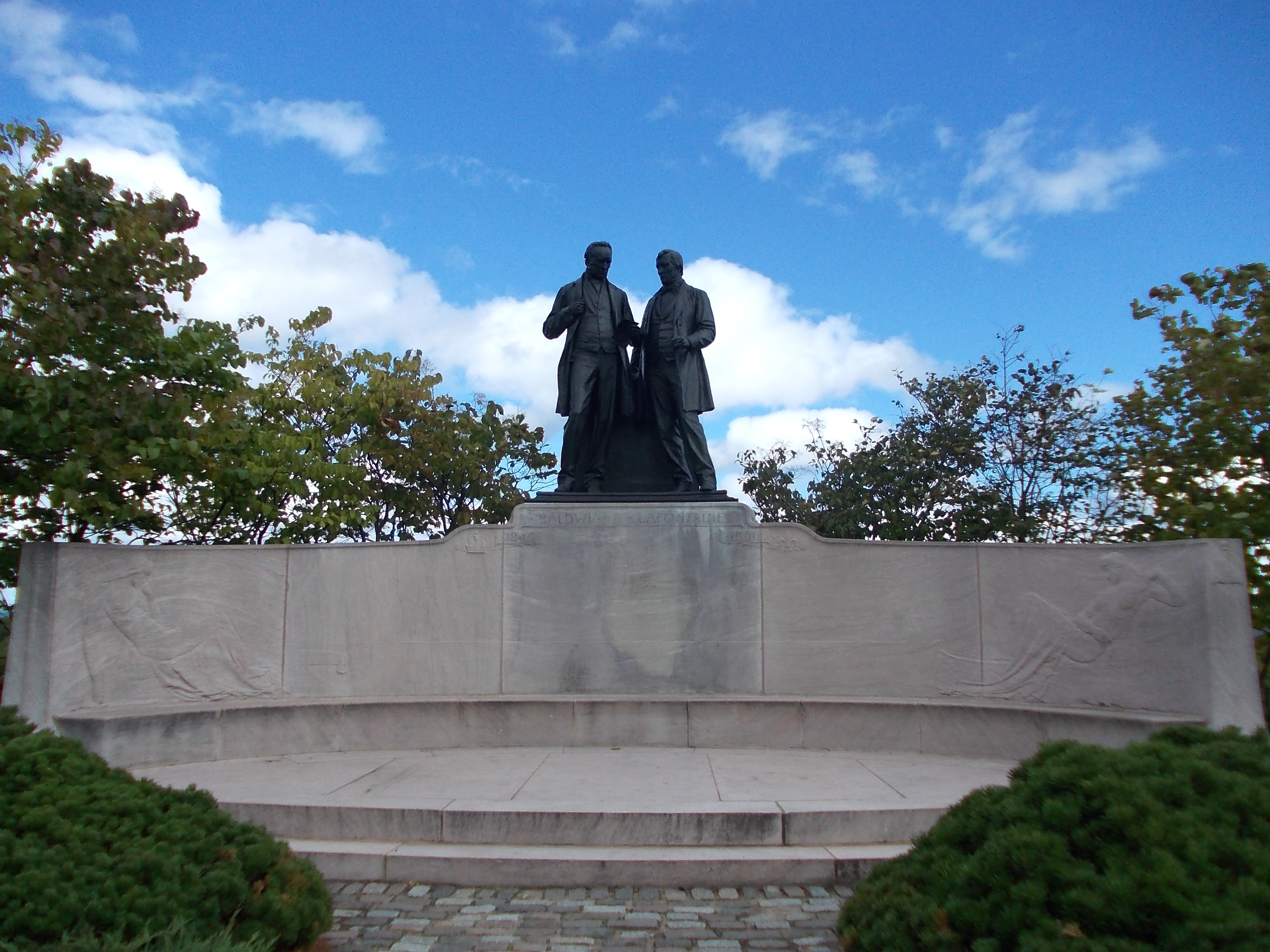
Статуя Роберта Болдвіна та сера Луї-Іпполіта Лафонтена
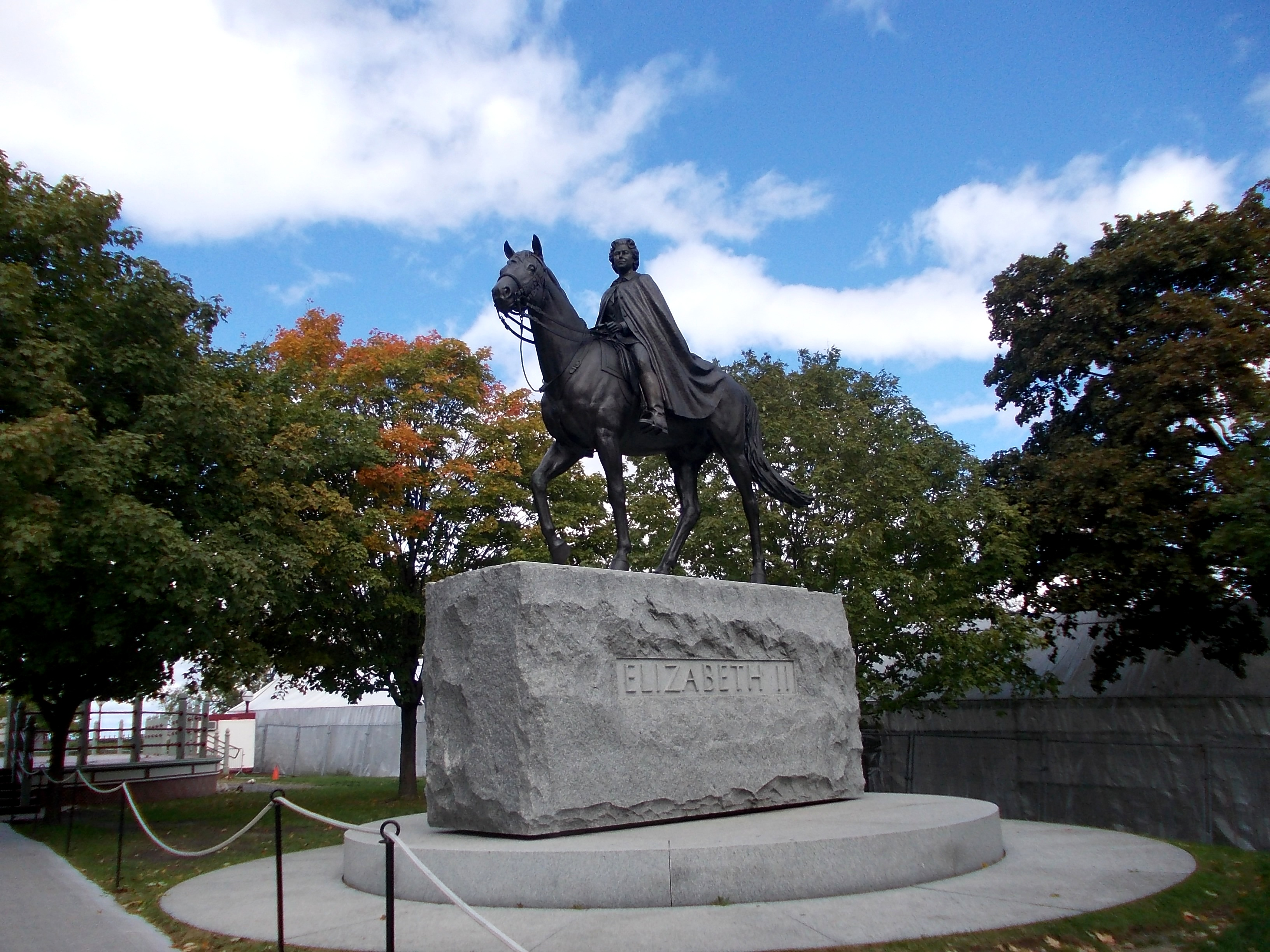
Статуя королеви Єлизаветі II
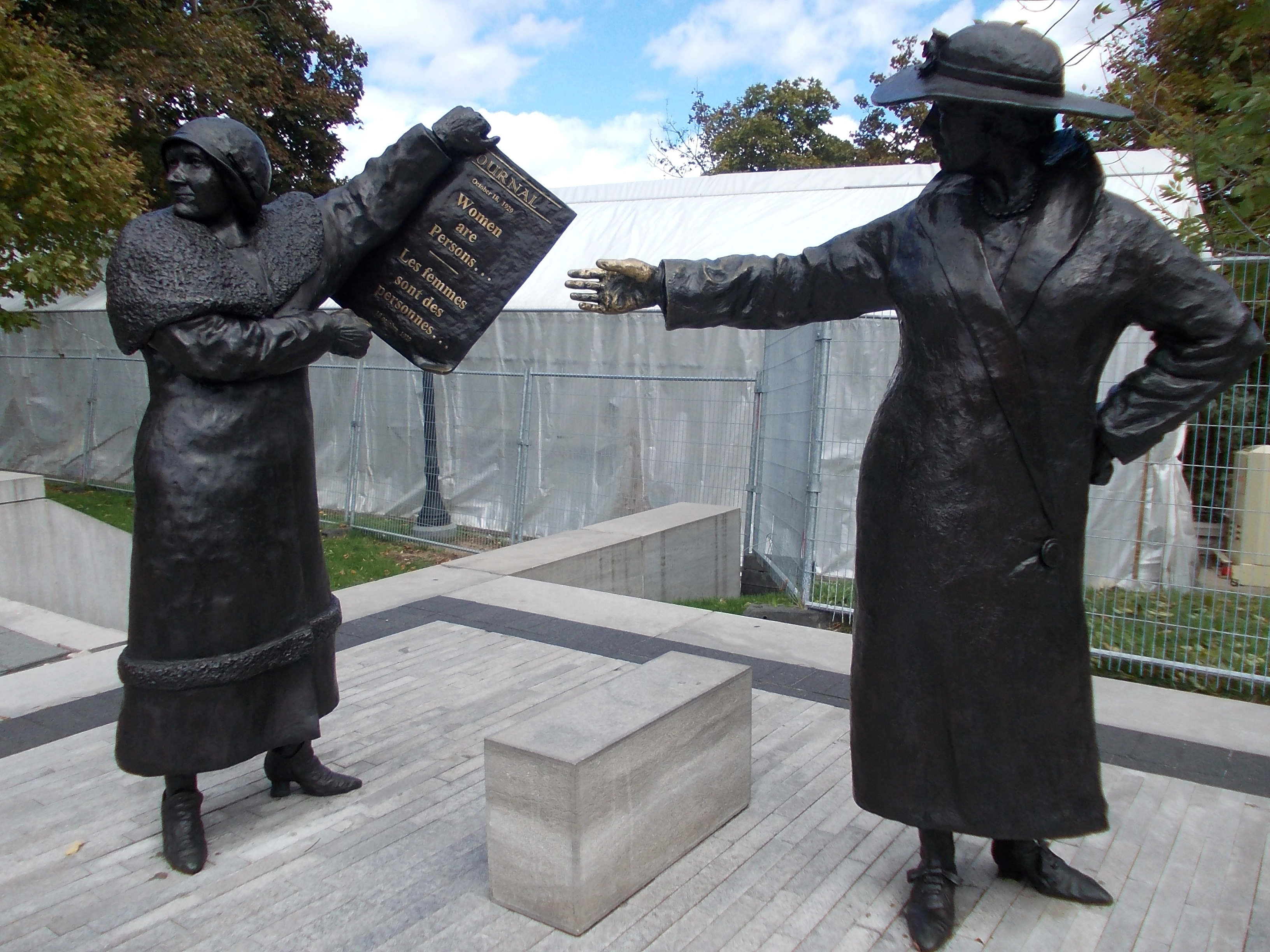
Статуя Видатній п'ятірці (частина)